# Casa de Crnojević
La Casa de Crnojević (en serbio: Црнојевићи) fue una familia noble medieval serbia que poseía Zeta, o partes de ella; una región al norte del lago Skadar correspondiente al sur de Montenegro y el norte de Albania, desde 1326 hasta 1362, luego desde 1403 hasta 1515. Su progenitor Đuraš Ilijić fue el señor de la Alta Zeta en el Reino medieval de Serbia y el Imperio serbio, bajo Esteban Dečanski, Esteban Dušan y Esteban Uroš V. Đuraš fue asesinado en 1362 por la Casa de Balšić, los poseedores de la Baja Zeta (desde 1360); Zeta estuvo en manos de los Balšić bajo el dominio imperial nominal hasta 1421, cuando Balša III entregó la provincia al déspota serbio Esteban Lazarević. La familia luchó contra sus rivales tras el asesinato de Đuraš, y los Crnojević controlaron Budva desde 1392 hasta 1396, cuando Radič Crnojević fue asesinado por los Balšić. Se les vuelve a mencionar en 1403, como vasallos de la República de Venecia, tomando el poder en sus tierras hereditarias.